# Виктор (Пивоваров)
Виктор (в миру Виктор Иванович Пивоваров; род. 8 февраля 1937, Верх-Катунское) — российский деятель неканонического православия с титулом «архиепископ Славянский и Южно-Российский», не находящийся в какой бы то ни было конкретной юрисдикции. Христианский богослов и публицист.

## Биография
Родился 8 февраля 1937 года в селе Верх-Катунское Бийского района Алтайского края в крестьянской семье. Крещён в младенчестве заштатным тихоновским священником. Отец был убит на фронте в первый год войны.
По окончании семилетней школы в селе поступил в техникум.
В 1951 году в их семье на положении квартиранта поселился катакомбник Яков Аркатов (1904—1991), который прожил у них три года. Храмов Московской патриархии он никогда не посещал, не причащался с 1937 года. Именно Аркатов дал ему «первое духовное образование»: «Для своего ученика он открывал сокровенные тайны Божии, а для других так и оставался нищим и юродивым мужиком».
Отучившись в техникуме год, Пивоваров оставил его (видимо, под влиянием Аркатова), «чтоб быть всегда простым рабочим» и избежать вступления в комсомол. Пытался с двумя дружками уйти в тайгу, жить среди зверей, «находя это более приемлемым, чем жизнь в коммунистическом „раю“. Но через четыре дня, во время перехода одной дороги, они „случайно“ встретились по смотрению Божию с близкими родственниками, отправившимися на розыски». Пытался начать юродствовать, но безуспешно.
В 1963 году поступил в Московскую духовную семинарию, в 1967-м — в Московскую духовную академию (МДА). В МДА был дружен со Львом Лебедевым, который впоследствии перешёл в РПЦЗ.
В 1970 году отчислен с последнего курса МДА из-за участия в «малой оппозиции» намеченному на 1971 год Поместному собору Русской православной церкви.
В 1970 году женился. Потом считал это «величайшей ошибкой своей жизни». В 1982 году брак по требованию жены был расторгнут.
Не желал устраиваться на официальную работу в силу принятого ещё в 1962 году решения не участвовать в строительстве социализма. Зарабатывал на жизнь наёмническим трудом в храмах Московской патриархии без оформления на работу. Занимался ремонтом храмов, иконостасов, работой по двору или сторожеванием. Одновременно занимался «проповедью антисергианства».
Занимался толкованиями Апокалипсиса. Так появился на свет первый вариант толкования Апокалипсиса с названием «В объятиях семиглавого змия». Один экземпляр этой книги протоиерей Лев Лебедев показал архиепископу Саратовскому Пимену (Хмелевскому), который, по словам самого Пивоварова, заявил: «Её как можно быстрее надо распространять. Это очень теперь необходимо». Книга носила резко антисоветский характер, и ею заинтересовались в КГБ. Люди, у которых хранился основной экземпляр, сожгли его. Но третья часть книги была переправлена за рубеж и была издана в Монреале в 1984 году под авторством «неизвестного автора из Советского Союза» с предисловием архиепископа Виталия (Устинова), который высоко оценил данный труд.
В 1992 году узнал об открытии приходов Русской православной церкви заграницей в России. Прибыв к епископу Варнаве (Прокофьеву), был им 5 апреля 1993 года рукоположён в сан диакона.
Будучи диаконом, написал «антисергианскую» статью «Кто такие карловчане» в одной из казачьих газет, после чего архиепископ Краснодарский и Кубанский Исидор (Кириченко) призвал избегать какого-либо общения с Виктором Пивоваровым.
31 декабря 1993 года епископом Варнавой был рукоположён в сан священника. Как указано в анонимной статье на сайте, принадлежащем РИПЦ: «Приезжает правящий архиерей и узнает, что без его ведома, у него на приходе появился священник. Владыка опротестовал, но Синод РПЦЗ УГОВОРИЛ нашего архиерея принять, чтоб не ставить на посмешище в России всю РПЦЗ».
23 марта/5 апреля 1994 года Архиерейский синод РПЦЗ, рассмотрев обстоятельства этой хиротонии, постановил: «Преосвященный Епископ Варнава Каннский совершил над Вами чин рукоположения в пресвитерский сан (18/31 декабря 1993 года), не имея на это права, так как он был освобождён Архиерейским Синодом от всякой деятельности в России и находился там исключительно для того, чтобы собрать свой архив. Ввиду неканоничности Вашей хиротонии, совершённой архиереем на территории чужой епархии, Архиерейский Синод вменяет Вам в обязанность явиться к Преовященному Вениамину, епископу Черноморскому и Кубанскому, для совершения над Вами хиротесии и назначения на приход». Во исполнение данного решение епископ Вениамин (Русаленко) 7 января 1995 года  совершил над Виктором обряд хиротесии.
4—5 сентября 2001 года в храме иконы Божией Матери «Взыскание погибших» в Воронеже принял участие в «I-м Всероссийском Совещании архиереев, духовенства и мирян РИПЦ — РПЦЗ», в котором участвовали Лазарь (Журбенко), Вениамин (Русаленко), Агафангел (Пашковский), 23 священника и 13 мирян. Собрание в послании митрополиту Виталию выразило «полную поддержку Вашему Окружному посланию от 22 июня 2001 г. <…> В связи с этим мы продолжаем Вас считать единственно законным Первоиерархом Русской Зарубежной Церкви и сыновне просим Вас не оставлять пост Первоиерарха в это смутное время».
В 2002 году переходит в непосредственное подчинение Синоду РПЦЗ(В), отмежёвываясь от российских архиереев — архиепископа Лазаря (Журбенко) и епископа Вениамина (Русаленко), обвиняя последних в устроении раскола — так называемой РИПЦ. В ответ епископом Вениамином (Русаленко) был запрещён в служении.
Архиерейский собор РПЦЗ(В) 2003 года объявил епископа Вениамина уклонившимся в раскол и выбывшем из Церкви, а иерей Виктор Пивоваров, напротив — решением Архиерейского собора РПЦЗ(В) от 17 мая 2003 года был избран викарием Европейской епархии с титулом епископа Славянского и Южно-Российского.
10 июня 2003 года Виктор Пивоваров окончательно урегулировал своё семейное положение и получил церковный развод.
29 июня 2003 года в храме Всех Святых, в земле Российской просиявших, в Париже, настоятелем которого был протоиерей Вениамин Жуков, епископ Сергий (Киндяков) постриг Виктора Пивоварова в монашество с именем Виктор в честь епископа Виктора (Островидова). 30 июня там же перед литургией было произведено его наречение во епископа Славянского, викария Европейской епархии РПЦЗ, и в тот же день за литургией была совершена архиерейская хиротония иеромонаха Виктора (Пивоварова) во епископа Славянского, викария Европейской епархии. Хиротонию совершили: епископ Мансонвилльский Сергий (Киндяков), епископ Гренадский Варфоломей (Воробьёв), епископ Бэлтский Антоний (Рудей) и епископ Владивостокский и Дальневосточный Анастасий (Суржик).
28 ноября 2003 года решением Архиерейского синода РПЦЗ(В) назначен правящим епископом Славянским и Южно-Российским. В его епархию вошли: Северо-Западный, Центральный, Приволжский, Южный федеральные округа, а также Грузия «при выделении тех приходов, священники которых желают продолжать поминать Архиеп. Варнаву». 17 декабря данное решение было скорректировано особым указом за подписью митрополита Виталия (Устинова) и протоиерея Вениамина Жукова; указ устранял выделение «приходов, священники которых желают продолжать поминать Архиеп. Варнаву»
С 6 февраля по 8 февраля 2004 года в пригороде Алексина Тульской области под председательством епископа Виктора (Пивоварова) состоялось пастырское совещание, в котором приняли участие 24 клирика и 28 мирян.
18 мая 2006 года получил официальное приглашение за подписью митрополита Виталия на получение временной визы для пребывания в Канаде в течение двух недель. Указом от 28 мая того же года за подписью митрополита Виталия и его заместителя архиепископа Антония (Орлова) был сроком на 4 месяца включён в Архиерейский Синод РПЦЗ(В), как его постоянный член, и, одновременно как заместитель заболевшего на тот момент епископа Варфоломея (Воробьёва) (согласно 16 и 17 правилами Положения о РПЦЗ).
В ходе раскола в рядах РПЦЗ(В) летом 2006 года выступил за созыв Архиерейского собора для разрешения внутрицерковных разногласий, который был назначен Архиерейским синодом на 17 июля 2006 года. К тому времени епископ Виктор состоял в оппозиции секретарю Архиерейского синода — протоиерею Вениамину Жукову, обвиняя последнего в узурпации церковной власти, фальсификации церковных указов и «неправославных», по его мнению, суждениях о наличии благодати в таинствах Русской православной церкви. Сторонники протоиерея Вениамина и Владимира (Целищева) 30 июля 2006 года издали ряд указов от имени Архиерейского синода о запрещении епископов Антония (Орлова) и Виктора (Пивоварова) в служении. Однако член Синода епископ Варфоломей (Воробьев) позже заявил, что не подписывал таких документов, а подписи его были поставлены кем-то другим.
После смерти митрополита Виталия (Устинова) выступил вместе с Антонием (Орловым) сторонником возврата Синодального управления в Россию, положив вместе с Антонием (Орловым) начало «Российской православной церкви» (РосПЦ), в которой в 2006 году он получил титул архиепископа.
В период с 2001 по 2007 год в результате череды расколов со стороны своих противников епископ Виктор был подвергнут различным прещениям, ни одно из которых не признал действительным.
В декабре 2009 года объявил о разрыве евхаристического общения с первоиерархом РосПЦ митрополитом Антонием (Орловым) по причине поддержки последним националистических организаций «Парабеллум» и «Народное ополчение имени Минина и Пожарского», одним из элементов идеологии которых является сталинизм, несовместимый с историческим и духовным наследием Зарубежной церкви, к которой возводит своё преемство РосПЦ.
По состоянию на 2023 год Виктор (Пивоваров) продолжает служить в Свято-Покровском храме, в Славянске-на-Кубани.

## Взгляды
Считает что Ленин, Сталин, Путин одержимы Сатаной и что они являются вестниками Апокалипсиса, кроме того Путин является «волшебником высшей категории и шаманистом»
В 2014 году осудил аннексию Крыма в своих проповедях, заявив что аннексия Крыма является «беззаконным захватом», в котором участвовали «агенты влияния» Кремля и «боевики под видом самообороны». Виктор (Пивоваров) считает что референдум не имели права проводить без согласия украинских властей.
В 2022 году осудил вторжение России на Украину, заявив что «…все видят, что действительно мы ведем войну захватническую, колониальную. Украина ничего не сделала плохого для России», и «если наши танки в ихнем государстве и солдаты ещё и дико издеваются, значит, мы оккупанты». Также проводил антивоенные проповеди, с начала вторжения.

### Преследование
В марте 2023 года, после доноса одной из прихожанок, Славянский городской суд оштрафовал на 40 тысяч рублей Виктора (Пивоварова) из-за антивоенной проповеди в постановлении указано что 19 февраля Пивоваров, находясь в церкви, «осуществил публичные действия, направленные на дискредитацию использования вооруженных сил Российской Федерации». В июле 2023 года, в своей проповеди, подверг критике руководство РПЦ за сотрудничество со спецслужбами и процитировал решение МУС о выдаче ордера на арест Путина. Это решение суда, по словам архиепископа, «увеличило вероятность ожидаемой ядерной катастрофы и захвата власти в РФ вторым ГКЧП».
3 сентября 2023 года Виктор (Пивоваров) был задержан силовиками за «дискредитирующую армию» проповедь, а в церкви прошли обыски. В декабре 2023 года Виктор (Пивоваров) стал фигурантом уголовного дела о повторной дискредитации армии из-за опубликованной статьи с осуждением российского нападения на Украину. 8 апреля 2024 года приговорён к штрафу 150 тысяч рублей.

## Труды
книги
- «В объятиях семиглавого змия». Монреаль 1984.
- «Начало и Конец» — Опыт Эсхатологического Богословия. Славянск-на-Кубани 2007.
- «Тайны Мироздания. (Размышления на тему начала и конца мира)» Славянск-на-Кубани 2010.

статьи
- Статьи по годам на официальном сайте